# 奧爾布河 (金齊希河支流)
50°14′16.74″N 9°17′22.60″E / 50.2379833°N 9.2896111°E

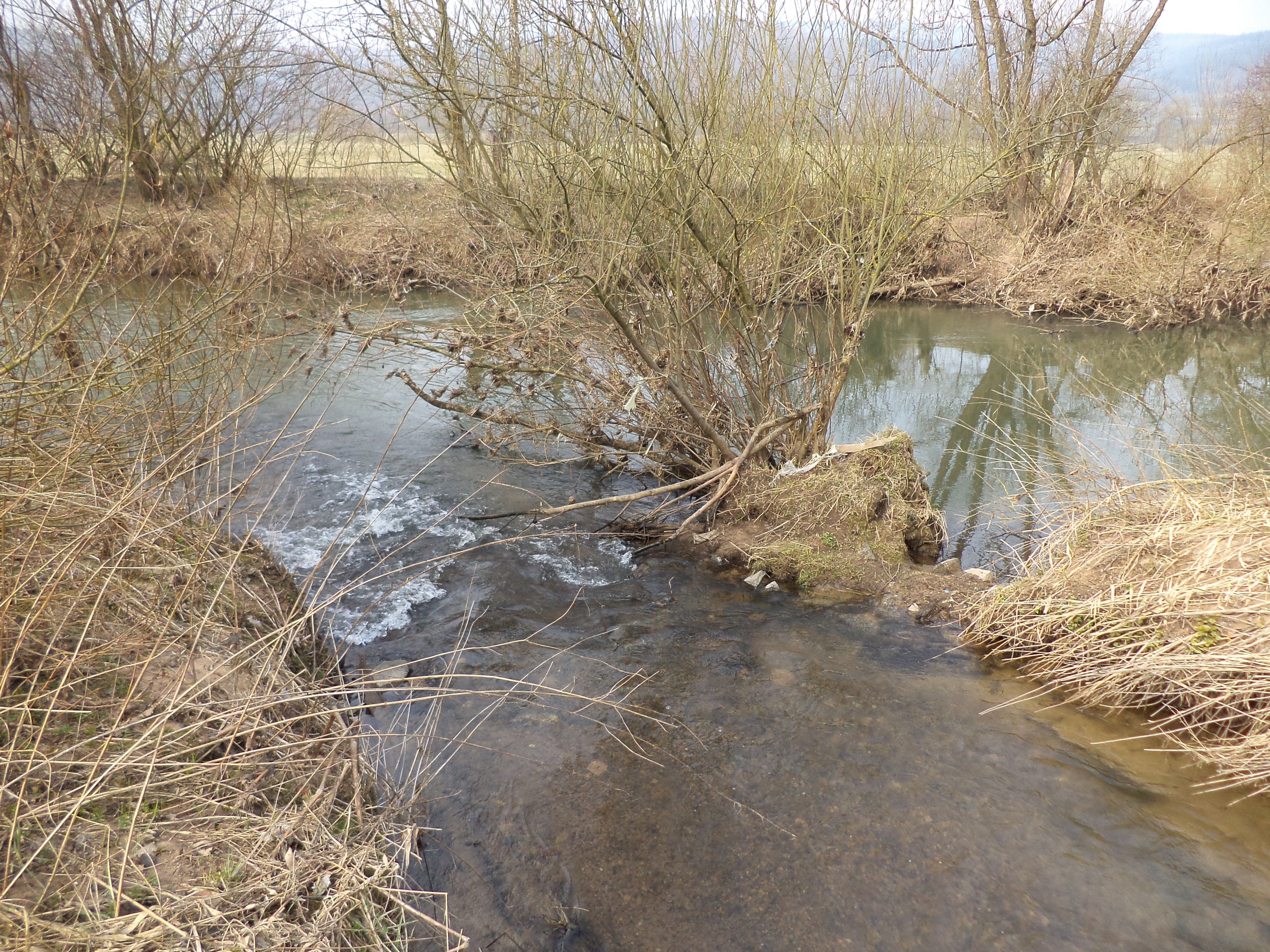

奧爾布河（德語：Orb），是德國的河流，位於該國中部，由黑森州負責管轄，屬於金齊希河的左支流，河道全長11公里，流域面積43平方公里，發源自巴特奧爾布東南面。